# Totjärnen (Övre Ulleruds socken, Värmland)
Totjärnen är en sjö i Forshaga kommun i Värmland och ingår i Göta älvs huvudavrinningsområde.